# Gnesip
Gnesip (Gnesippus, Γνήσιππος) fill de Cleòmac, fou un poeta líric, que va escriure versos eròtics o llicenciosos criticats i atacats per Quiònides, Cratí d'Atenes i Èupolis. Alguns fragments esmentats per Ateneu de Naucratis semblen més aviat tragèdies.